# Vice Versa (banda británica)
Vice Versa fue un grupo de synth pop y música industrial conocido por ser la banda germen del grupo del subgénero new romantic ABC.
Fue formada en Sheffield en 1977 por Stephen Singleton, Mark White y David Sydenham. Ellos fundaron su propio sello independiente llamado Neutron Records, y de ahí sacarían New Girls, su primer sencillo.
White y Singleton le solicitarían luego a Martin Fry para que ingrese a su banda. Fry los había entrevistado, porque era periodista en la revista Modern Drugs.
Mientras la banda tocaba en un estudio en Róterdam (Países Bajos), durante una gira, Fry dio improvisaciones de voz, quedando asombrada toda la gente que estuvo presente. De esta manera el cuarto y último miembro de la banda pasaría a cantar en la agrupación. 
En 1980 Vice Versa pasó a ser ABC, después de la decisión de que Fry pasara al canto en vez de White.

## Discografía
- Music 4 (EP) (Reino Unido, septiembre de 1979).
- 1980: The First Fifteen Minutes (7" de cuatro bandas, Reino Unido, 1980).
- 8 Aspects Of (1980).
- Stilyagi (7") (Países Bajos, 1980).